# 호러 펑크
호러 펑크(Horror punk)는 1970년대의 미국에서 태어난 음악 장르의 하나이며, 고딕 록과 펑크 록의 음악적 영향과 함께 공포 영화나 폭력 영화의 영향도 다분히 포함하하고 있다. 따라서 뮤직비디오 등도 공포 영화 같은 것이 많다.

## 같이 보기
- 고딕 록
- 하드코어 펑크
- 사이코빌리